# 皇帝とわ・た・し
『皇帝とわ・た・し』（Lissi und der wilde Kaiser）は、2007年に製作されたドイツのアニメ映画である。
ドイツではコンスタンティン・フィルム配給の元、2007年10月25日に劇場公開。日本では劇場未公開・ソフト未発売だが、NHKで2010年1月30日の午後11:30~1月31日の午前00:52にわたって日本語吹替版が放送された。

## 概説
ドイツでは有名な『プリンセス・シシー』を徹底的にパロディ化したというコメディアニメである。「ドイツで大ヒットを記録した、大人のための爆笑アニメ映画」というふれ込みで放映された。

## スタッフ
- 監督・製作・脚本：ミヒャエル・ブリー・ヘルビヒ
- 脚本：アルフォンス・ビーダーマン
- 音楽：ラルフ・ヴェンゲンマイアー

## キャスト
- ミヒャエル・ヘルビク (リッシー)
- クリスチャン・トラミッツ	(フランツ)
- リック・カヴァニアン

## 日本語吹き替え版
- リッシー：園崎未恵
- フランツ：山路和弘
- イエティ：斎藤志郎
- 元帥：吉見一豊
- ジビーレ：宮寺智子
- シュヴァイガー：入江崇史
- イグナーツ：小森創介

その他：飯島肇、石住昭彦、ふくまつ進紗、石嶋久仁子

### 日本語版製作スタッフ
- 翻訳：山内真理
- 演出：松岡裕紀
- 台本：因愛子
- 音声：渡邉邦昭
- プロデューサー：里口千・長岡聡美
- 製作：テレシス[3]